# Maria van Beckum

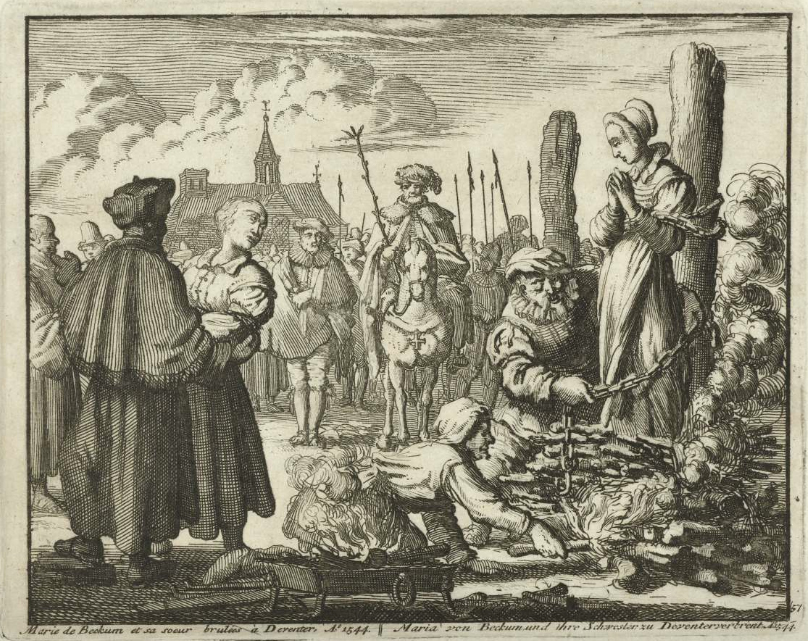
Maria van Beckum die aan een staak op de brandstapel wordt geketend; links wordt haar schoonzus vastgehouden door een rechtsdienaar. (Prent van Jan Luyken, ca. 1683 - 1685.)

Maria van Beckum (mogelijk geboren in Markelo of Goor, vóór 1510 – Delden, 13 november 1544) was een edelvrouw en werd levend verbrand wegens ketterij; ze hing namelijk het anabaptisme aan.

## Biografie
Maria van Beckum werd geboren als dochter van Johan II van Beckum en Johanna van Wrede. Ze groeide op in deze adellijke Overijsselse familie.
Vermoedelijk raakte ze geïnteresseerd in het anabaptisme dat door David Joris verkondigd werd. Om die interesse werd haar de toegang ontzegd door haar stiefmoeder, bij wie ze inmiddels in huis woonde. Van Beckum vertrok hierom naar haar broer Jan (Johan III van Beckum), die getrouwd was met Ursula van Beckum. De twee vrouwen raakten bevriend.
Ergens in 1544, in ieder geval na 31 mei, werd Maria opgepakt vanwege haar 'ketterse' sympathieën. Haar schoonzuster wenste met Maria mee te gaan 'uit zusterlijke liefde'. 
Zij werden in Deventer verhoord door Maximiliaan van Egmont, stadhouder van Overijssel en ene ‘broeder Grouwe', kennelijk de prior van het Dominicanenklooster in Zwolle, Bernard Gruwel. Uit het verhoor bleek hun 'ketterse' gezindheid. Zij toonden zich voorstander van de volwassenendoop en ontkenden de persoonlijke aanwezigheid van Christus in het sacrament van de eucharistie. Zowel Ursula als haar schoonzuster werden daarop ter dood veroordeeld. Verzoeken van de broers van Ursula om haar vrij te laten bleven zonder resultaat. De landvoogdes Maria van Hongarije maakte zich persoonlijk sterk om het vonnis van het gerecht van Deventer uit te laten voeren. Inmiddels waren Ursula en haar schoonzuster naar kasteel Twickel, de residentie van de drost van Twente, overgebracht. Op 13 november 1544 werden beide vrouwen in Delden levend verbrand. Hun lijken werden gedurende een maand, als afschrikwekkend voorbeeld, tentoongesteld.
Dit voorval werd in verschillende liederen beschreven waaronder Ein new Lied von zweien jungfrawen vom Adell zu Delden, dreu meil von Deventer vorbranth. Sinds die tijd lieten diverse schrijvers zich inspireren door de marteldood van beide zusters. Zo verschenen bijvoorbeeld in 1925 De joffers van Beckom door G.C. Hoogewerff en in 1969 Vuurdood in Twente: de geschiedenis van de dames van Beckum door D. Poort. Maria van Beckum wordt tevens genoemd in De Martelaersspiegel.